# UFC 307
UFC 307: Pereira vs. Rountree Jr. — турнир по смешанным единоборствам, организованный Ultimate Fighting Championship, который был проведён 5 октября 2024 года на спортивной арене «Delta Center» (ранее «Vivint Arena») в городе Солт-Лейк-Сити, штат Юта, США.

## Подготовка турнира

### Главные события турнира
В качестве заглавного события запланирован бой за титул чемпиона UFC в полутяжёлом весе, в котором должны встретиться действующий чемпион организации бразилец Алекс Перейра (также бывший чемпион UFC в среднем весе) и претендент американец Халил Раунтри (#10 в рейтинге).
| Заглавное событие - Полутяжёлый вес - Бой за титул чемпиона | Заглавное событие - Полутяжёлый вес - Бой за титул чемпиона | Заглавное событие - Полутяжёлый вес - Бой за титул чемпиона |
| --- | --- | ----------------------------------------------------------- |
| Алекс Перейра | | Халил Раунтри (младший)                                     |
| ALEX SANDRO SILVA PEREIRA «Poatan» (порт. Каменная рука) 37 лет (07.07.1987) Рост 194 см, размах рук 203 см, вес 92,98 кг Гражданство: Происхождение: Место рождения: Сан-Бернарду-ду-Кампу, Сан-Паулу, Бразилия Представляет: Данбери, Коннектикут, США / Сан-Паулу, Бразилия «Teixeira MMA & Fitness» Дебют в UFC - 06.11.2021 (с рекордом 3-1) Бонусы "Perfomance of the Night" (5) Действующий чемпион UFC в полутяжёлом весе (11.2023-н.в., защиты 2/2) Чемпион UFC в среднем весе (11.2022-04.2023, защиты 0/1) Чемпион Glory (кикбоксинг) в полутяжёлом весе (2021, защиты 0/1) Временный чемпион Glory (кикбоксинг) в полутяжёлом весе (2019) Чемпион Glory (кикбоксинг) в среднем весе (2017-19, защиты 5/5) | KHALIL IBN ROUNTREE JUNIOR «The War Hors» (Боевой конь) 34 года (06.02.1990) Рост 185 см, размах рук 194 см, вес 92,98 кг Гражданство: Происхождение: Место рождения: Лос-Анджелес, Калифорния, США Представляет: Лас-Вегас, Невада, США «Syndicate MMA» Дебют в UFC - 08.07.2016 (с рекордом 4-0) Бонусы "Perfomance of the Night" (4) Претендент на титул чемпиона UFC в полутяжёлом весе Финалист The Ultimate Fighter 23 (2016) |                                                             |
| Последние бои: 29.06.2024, Иржи Прохазка (#1), TKO2 13.04.2024, Джамаал Хилл (#1), KO1 11.11.2023, Иржи Прохазка (#1), TKO2 29.07.2023, Ян Блахович (#3), SDEC (средний вес) 08.04.2023, Исраэль Адесанья (#1), KO2 | Последние бои: TKO3, Энтони Смит (#8), 09.12.2023 TKO1, Крис Дакас (#14), 12.08.2023 SDEC, Дастин Джакоби (#13), 29.10.2022 TKO2, Карл Роберсон, 12.03.2022 TKO2, Модестас Букаускас, 04.09.2021 |                                                             |

В качестве соглавного события запланирован бой за титул чемпионки UFC в женском легчайшем весе, в котором должны встретиться действующая чемпионка американка Ракель Пеннингтон и бывшая чемпионка этой весовой категории американка венесуэльского происхождения Джулианна Пенья (#1 в рейтинге).
| Соглавное событие - Женский легчайший вес - Бой за титул чемпиона | Соглавное событие - Женский легчайший вес - Бой за титул чемпиона | Соглавное событие - Женский легчайший вес - Бой за титул чемпиона |
| --- | --- | ----------------------------------------------------------------- |
| Ракель Пеннингтон | | Джулианна Пенья                                                   |
| RAQUEL LEN PENNINGTON «Rocky» (Рокки) 35 лет (05.09.1988) Рост 170 см, размах рук 171 см, вес 61,23 кг Гражданство: Происхождение: / Место рождения: Колорадо-Спринг', Колорадо, США Представляет: Колорадо-Спринг', Колорадо, США «Altitude MMA» Дебют в UFC - 30.11.2013 (с рекордом 3-3) Бонусы "Perfomance of the Night" (1) Действующая чемпионка UFC в легчайшем весе (01.2024-н.в.) Претендент на титул чемпионки UFC в легчайшем весе (2018) Участник The Ultimate Fighter 18 (2013) | JULIANNA NICOLE PEÑA «The Venezuelan Vixen» (Венесуэльская лисица) 35 лет (06.02.1990) Рост 168 см, размах рук 175 см, вес 61 кг Гражданство: Происхождение: / Место рождения: Спокан, Вашингтон, США Представляет: Чикаго, Иллинойс, США «Sikjitsu» Дебют в UFC - 30.11.2013 (с рекордом 3-2) Бонусы "Perfomance of the Night" (2) Претендент на титул чемпионки UFC в легчайшем весе Чемпионка UFC в легчайшем весе (12.2021-07.2022, защиты 0/1) Победитель The Ultimate Fighter 18 (2013) |                                                                   |
| Последние бои: 20.01.2024, Майра Буэну Силва (#3), UDEC 14.01.2023, Кетлин Виейра (#2), SDEC 09.04.2022, Аспен Лэдд (#4), UDEC 18.12.2021, Мэйси Чиассон (#10), SUB2 18.09.2021, Панни Киансад (#12), SDEC | Последние бои: UDEC, Аманда Нунис (#1), 30.07.2022 SUB2, Аманда Нунис (ч), 11.12.2021 SUB3, Сара Макмэнн (#9), 24.01.2021 SUB3, Жермейн де Рандами (#1), 04.10.2020 UDEC, Никко Монтаньо, 13.07.2019 |                                                                   |

### Анонсированные бои
| Бой | Весовая категория    | Участники боёв и их статистика перед боем (рекорд ММА / рекорд UFC / серия) | Участники боёв и их статистика перед боем (рекорд ММА / рекорд UFC / серия) | Участники боёв и их статистика перед боем (рекорд ММА / рекорд UFC / серия) | Участники боёв и их статистика перед боем (рекорд ММА / рекорд UFC / серия) | Участники боёв и их статистика перед боем (рекорд ММА / рекорд UFC / серия) | Участники боёв и их статистика перед боем (рекорд ММА / рекорд UFC / серия) | Участники боёв и их статистика перед боем (рекорд ММА / рекорд UFC / серия) | Участники боёв и их статистика перед боем (рекорд ММА / рекорд UFC / серия) | Участники боёв и их статистика перед боем (рекорд ММА / рекорд UFC / серия) | Участники боёв и их статистика перед боем (рекорд ММА / рекорд UFC / серия) | Участники боёв и их статистика перед боем (рекорд ММА / рекорд UFC / серия) | Участники боёв и их статистика перед боем (рекорд ММА / рекорд UFC / серия) |
|     |                      | Главный кард (Main Card, PPV)                                               |                                                                             |                                                                             |                                                                             |                                                                             |                                                                             |                                                                             |                                                                             |                                                                             |                                                                             |                                                                             |                                                                             |
| 1   | Полутяжёлый вес      | Алекс Перейра Alex «Poatan» Pereira                                         | Ч                                                                           | 11-2                                                                        | 8-1                                                                         | +4                                                                          | vs.                                                                         | Халил Раунтри Khalil «The War Horse» Rountree Jr.                           | #8 TUF(F)                                                                   | 14-5 (1)                                                                    | 9-5 (1)                                                                     | +5                                                                          | [ 5 ]                                                                       |
| 2   | Жен. легчайший вес   | Ракель Пеннингтон Raquel «Rocky» Pennington                                 | Ч TUF                                                                       | 16-9                                                                        | 13-5                                                                        | +6                                                                          | vs.                                                                         | Джулианна Пенья Julianna «The Venezuelan Vixen» Peña                        | #1 exЧ, TUF(W)                                                              | 12-5                                                                        | 7-3                                                                         | -1                                                                          | [ 6 ]                                                                       |
| 3   | Легчайший вес        | Жозе Алду José Aldo «Junior»                                                | #10 exЧ*, WEC                                                               | 32-8                                                                        | 14-7                                                                        | +1                                                                          | vs.                                                                         | Марио Баутиста Mario Bautista                                               | #11                                                                         | 14-2                                                                        | 8-2                                                                         | +6                                                                          | [ 7 ]                                                                       |
| 4   | Средний вес          | Роман Долидзе'▲' Roman «The Caucasian» Dolidze                              | #10 exT(7)                                                                  | 13-3                                                                        | 7-3                                                                         | +1                                                                          | vs.                                                                         | Кевин Холланд Kevin «Trailblazer» Holland                                   | exT(10), CS                                                                 | 26-11 (1)                                                                   | 13-8 (1)                                                                    | +1                                                                          | [ 8 ]                                                                       |
| 5   | Жен. легчайший вес   | Кетлин Виейра Ketlen «Fenômeno» Vieira                                      | #2                                                                          | 14-3                                                                        | 8-3                                                                         | +1                                                                          | vs.                                                                         | Кайла Харрисон Kayla Harrison                                               | #3                                                                          | 17-1                                                                        | 1-0                                                                         | +2                                                                          | [ 9 ]                                                                       |
|     |                      | Предварительный кард (Prelims, ESPN/ESPN+)                                  |                                                                             |                                                                             |                                                                             |                                                                             |                                                                             |                                                                             |                                                                             |                                                                             |                                                                             |                                                                             |                                                                             |
| 6   | Полусредний вес      | Стивен Томпсон Stephen «Wonderboy» Thompson                                 | #9 exT(1)                                                                   | 17-7-1                                                                      | 12-7-1                                                                      | -1                                                                          | vs.                                                                         | Хоакин Бакли Joaquin «New Mansa» Buckley                                    | #11                                                                         | 19-6                                                                        | 9-4                                                                         | +4                                                                          | [ 10 ]                                                                      |
| 7   | Жен. минимальный вес | Марина Родригес Marina Rodriguez                                            | #6 exT(3), CS                                                               | 17-4-2                                                                      | 7-4-2                                                                       | -1                                                                          | vs.                                                                         | Ясмин Лусинду Iasmin Lucindo                                                | #14 exT(13)                                                                 | 16-5                                                                        | 3-1                                                                         | +3                                                                          | [ 11 ]                                                                      |
| 8   | Лёгкий вес           | Остин Хаббард Austin «Thud» Hubbard                                         | TUF(F)                                                                      | 16-7                                                                        | 4-5                                                                         | +1                                                                          | vs.                                                                         | Александр Эрнандес Alexander «The Great Ape» Hernandez                      | exT(11)                                                                     | 14-8                                                                        | 6-7                                                                         | -2                                                                          | [ 12 ]                                                                      |
| 9   | Средний вес          | Сесар Алмейда César «Cesinha» Almeida                                       | CS                                                                          | 5-1                                                                         | 1-1                                                                         | -1                                                                          | vs.                                                                         | Игорь Потеря Ihor «Duelist» Potieria                                        | CS                                                                          | 21-6                                                                        | 2-4                                                                         | -1                                                                          | [ 13 ]                                                                      |
|     |                      | Ранний предварительный кард (Early Prelims, ESPN+)                          |                                                                             |                                                                             |                                                                             |                                                                             |                                                                             |                                                                             |                                                                             |                                                                             |                                                                             |                                                                             |                                                                             |
| 10  | Полутяжёлый вес      | Райан Спэнн Ryan «Superman» Spann                                           | exT(8), CS                                                                  | 21-10                                                                       | 7-5                                                                         | -3                                                                          | vs.                                                                         | Овинс Сен-Прё Ovince «OSP» St. Preux                                        | exT(5), exПВ, SF                                                            | 27-17                                                                       | 15-12                                                                       | +1                                                                          | [ 14 ]                                                                      |
| 11  | Жен. минимальный вес | Карла Эспарса Carla «The Cookie Monster» Esparza                            | exЧ, TUF(W)                                                                 | 19-7                                                                        | 10-5                                                                        | -1                                                                          | vs.                                                                         | Тиша Пеннингтон Tecia «The Tiny Tornado» Pennington                         | exT(4), TUF                                                                 | 13-7                                                                        | 9-7                                                                         | -2                                                                          | [ 15 ]                                                                      |
| 12  | Полусредний вес      | Курт Макги Court «The Crusher» McGee                                        | TUF(W)                                                                      | 21-13                                                                       | 10-12                                                                       | -3                                                                          | vs.                                                                         | Тим Минс Tim «The Dirty Bird» Means                                         |                                                                             | 33-16-1 (1)                                                                 | 15-13 (1)                                                                   | -1                                                                          | [ 16 ]                                                                      |
|     |                      | Отменённые бои                                                              |                                                                             |                                                                             |                                                                             |                                                                             |                                                                             |                                                                             |                                                                             |                                                                             |                                                                             |                                                                             |                                                                             |
|     | Средний вес          | Крис Кёртис▼ Chris «The Action Man» Curtis                                  | #15 exT(13), CS                                                             | 31-11 (1)                                                                   | 5-3 (1)                                                                     | -1                                                                          | vs.                                                                         | Кевин Холланд Kevin «Trailblazer» Holland                                   | exT(10), CS                                                                 | 26-11                                                                       | 13-8 (1)                                                                    | +1                                                                          | [ 17 ]                                                                      |
|     | Полулёгкий вес       | Мовсар Евлоев Movsar Evloev                                                 | #6 exT(5)                                                                   | 18-0                                                                        | 8-0                                                                         | +18                                                                         | vs.                                                                         | Алджамейн Стерлинг▼ Aljamain «Funk Master» Sterling                         | #8 exЧ*                                                                     | 24-4                                                                        | 16-4                                                                        | +1                                                                          | [ 18 ]                                                                      |

Условные обозначения: #5 (1) — текущее (лучшее) место бойца в рейтинге, exЧ(В) — бывший чемпион (временный), exП(В) — бывший претендент на титул чемпиона (временного), exТ(3) — боец входил в рейтинг Топ-15 (лучшее место в рейтинге), д — дебютант, CS — боец участвовал в Претендентской серии Дэйны Уайта, RTU — боец участвовал в шоу Road To UFC, TUF — боец участвовал в шоу The Ultimate Fighter, TUF(W/F) — боец являлся победителем/финалистом The Ultimate Fighter, WEC/SF — боец выступал в WEC или Strikeforce до объединения этих организаций с UFC.

## Церемония взвешивания
Результаты официальной церемонии взвешивания бойцов перед турниром.
| Весовая категория и допустимый лимит в фунтах | Весовая категория и допустимый лимит в фунтах | Участники боёв и их вес в фунтах | Участники боёв и их вес в фунтах | Участники боёв и их вес в фунтах | Участники боёв и их вес в фунтах |
| --------------------------------------------- | --------------------------------------------- | -------------------------------- | -------------------------------- | -------------------------------- | -------------------------------- |
| Полутяжёлый вес                               | 205                                           | Алекс Перейра                    | 205                              | Халил Раунтри                    | 205                              |
| Легчайший вес (женщины)                       | 135                                           | Ракель Пеннингтон                | 135                              | Джулианна Пенья                  | 134,5                            |
| Легчайший вес                                 | 135 (+1)                                      | Жозе Алду                        | 136                              | Марио Баутиста                   | 136                              |
| Легчайший вес (женщины)                       | 135 (+1)                                      | Кетлин Виейра                    | 136                              | Кайла Харрисон                   | 136                              |
| Средний вес                                   | 185 (+1)                                      | Роман Долидзе                    | 185,5                            | Кевин Холланд                    | 185,5                            |
| Полусредний вес                               | 170 (+1)                                      | Стивен Томпсон                   | 171                              | Хоакин Бакли                     | 170,5                            |
| Минимальный вес (женщины)                     | 115 (+1)                                      | Марина Родригес                  | 115,5                            | Ясмин Лусинду                    | 116                              |
| Лёгкий вес                                    | 155 (+1)                                      | Остин Хаббард                    | 156                              | Александр Эрнандес               | 156                              |
| Средний вес                                   | 185 (+1)                                      | Сесар Алмейда                    | 185,5                            | Игорь Потеря                     | 185,5                            |
| Полутяжёлый вес                               | 205 (+1)                                      | Райан Спэнн                      | 205,5                            | Овинс Сен-Прё                    | 205,5                            |
| Минимальный вес (женщины)                     | 115 (+1)                                      | Карла Эспарса                    | 115,5                            | Тиша Пеннингтон                  | 115                              |
| Полусредний вес                               | 170 (+1)                                      | Курт Макги                       | 170                              | Тим Минс                         | 171                              |

Все участники турнира показали вес в лимитах своих весовых категорий.

## Результаты турнира
В главном бою вечера Алекс Перейра победил Халила Раунтри техническим нокаутом в 4-м раунде и в третий раз защитил титул чемпиона UFC в полутяжёлом весе.
| Статистика поединка: | Статистика поединка: | Статистика поединка:                          | Статистика поединка:                          | Статистика поединка: | Статистика поединка: | Статистика поединка: | Статистика поединка: | Статистика поединка: | Статистика поединка: | Статистика поединка: | Статистика поединка: | Статистика поединка: | Статистика поединка: | Статистика поединка: | Статистика поединка: | Статистика поединка: | Статистика поединка: | Статистика поединка: |
| Участник             | Нокдауны             | Акцентрованные удары (по цели/всего/точность) | Акцентрованные удары (по цели/всего/точность) | По раундам           | По раундам           | По раундам           | По раундам           | По раундам           | По цели              | По цели              | По цели              | По позиции           | По позиции           | По позиции           | Тейкдауны            | Тейкдауны            | Контроль             | Попытка приема       |
| Участник             | Нокдауны             | Акцентрованные удары (по цели/всего/точность) | Акцентрованные удары (по цели/всего/точность) | 1Р                   | 2Р                   | 3Р                   | 4Р                   | 5Р                   | Голова               | Корпус               | Ноги                 | Дистанция            | Клинч                | Партер               | Тейкдауны            | Тейкдауны            | Контроль             | Попытка приема       |
| -------------------- | -------------------- | --------------------------------------------- | --------------------------------------------- | -------------------- | -------------------- | -------------------- | -------------------- | -------------------- | -------------------- | -------------------- | -------------------- | -------------------- | -------------------- | -------------------- | -------------------- | -------------------- | -------------------- | -------------------- |
| Алекс Перейра        | 1                    | 127/209                                       | 60%                                           | 15/27                | 18/41                | 31/49                | 63/92                | -                    | 92/167               | 17/20                | 18/22                | 123/205              | 4/4                  | 0/0                  | 0/0                  | -                    | 0:00                 | 0                    |
| Халил Раунтри        | 0                    | 61/191                                        | 31%                                           | 10/42                | 11/42                | 25/54                | 15/53                | -                    | 34/155               | 16/23                | 11/13                | 60/189               | 1/2                  | 0/0                  | 0/0                  | -                    | 0:00                 | 0                    |

В соглавном бою Джулианна Пенья победила Ракель Пеннингтон раздельным решением судей и повторно завоевала титул чемпионки UFC в женском легчайшем весе.
| Статистика поединка: | Статистика поединка: | Статистика поединка:                          | Статистика поединка:                          | Статистика поединка: | Статистика поединка: | Статистика поединка: | Статистика поединка: | Статистика поединка: | Статистика поединка: | Статистика поединка: | Статистика поединка: | Статистика поединка: | Статистика поединка: | Статистика поединка: | Статистика поединка: | Статистика поединка: | Статистика поединка: | Статистика поединка: |
| Участник             | Нокдауны             | Акцентрованные удары (по цели/всего/точность) | Акцентрованные удары (по цели/всего/точность) | По раундам           | По раундам           | По раундам           | По раундам           | По раундам           | По цели              | По цели              | По цели              | По позиции           | По позиции           | По позиции           | Тейкдауны            | Тейкдауны            | Контроль             | Попытка приема       |
| Участник             | Нокдауны             | Акцентрованные удары (по цели/всего/точность) | Акцентрованные удары (по цели/всего/точность) | 1Р                   | 2Р                   | 3Р                   | 4Р                   | 5Р                   | Голова               | Корпус               | Ноги                 | Дистанция            | Клинч                | Партер               | Тейкдауны            | Тейкдауны            | Контроль             | Попытка приема       |
| -------------------- | -------------------- | --------------------------------------------- | --------------------------------------------- | -------------------- | -------------------- | -------------------- | -------------------- | -------------------- | -------------------- | -------------------- | -------------------- | -------------------- | -------------------- | -------------------- | -------------------- | -------------------- | -------------------- | -------------------- |
| Ракель Пеннингтон    | 1                    | 92/317                                        | 29%                                           | 17/60                | 6/24                 | 8/34                 | 26/84                | 35/115               | 57/277               | 29/33                | 6/7                  | 88/308               | 4/6                  | 0/3                  | 0/0                  | -                    | 0:33                 | 0                    |
| Джулианна Пенья      | 0                    | 92/260                                        | 35%                                           | 25/59                | 6/16                 | 18/33                | 16/67                | 27/85                | 82/248               | 9/11                 | 1/1                  | 90/256               | 2/4                  | 0/0                  | 2/3                  | 66%                  | 5:40                 | 1                    |

| Бой    | Весовая категория    | Результат боя               | Результат боя      | Результат боя | Результат боя | Результат боя | Результат боя     | Результат боя | Способ победы                                       | Раунд | Время | Рефери в ринге  |
|        |                      | Главный кард                |                    |               |               |               |                   |               |                                                     |       |       |                 |
| Бой 12 | Полутяжёлый вес      |                             | Алекс Перейра      | Ч             | поб.          |               | Халил Раунтри     | #8            | Технический нокаут (серия ударов в голову и корпус) | 4     | 4:32  | Марк Годдард    |
| Бой 11 | Жен. легчайший вес   |                             | Джулианна Пенья    | #1            | поб.          |               | Ракель Пеннингтон | Ч             | Раздельное решение (48-47, 47-48, 48-47)            | 5     | 5:00  | Джейсон Херцог  |
| Бой 10 | Легчайший вес        |                             | Марио Баутиста     | #11           | поб.          |               | Жозе Алду         | #10           | Раздельное решение (28-29, 29-28, 29-28)            | 3     | 5:00  | Майк Белтран    |
| Бой 9  | Средний вес          |                             | Роман Долидзе      | #10           | поб.          |               | Кевин Холланд     |               | Технический нокаут (отказ из-за травмы ребра)       | 1     | 5:00  | Джейсон Херцог  |
| Бой 8  | Жен. легчайший вес   |                             | Кайла Харрисон     | #3            | поб.          |               | Кетлин Виейра     | #2            | Единогласное решение (30-27, 30-27, 29-28)          | 3     | 5:00  | Марк Годдард    |
|        |                      | Предварительный кард        |                    |               |               |               |                   |               |                                                     |       |       |                 |
| Бой 7  | Полусредний вес      |                             | Хоакин Бакли       | #11           | поб.          |               | Стивен Томпсон    | #9            | Нокаут (хук справа)                                 | 3     | 2:17  | Майк Белтран    |
| Бой 6  | Жен. минимальный вес |                             | Ясмин Лусинду      | #14           | поб.          |               | Марина Родригес   | #6            | Раздельное решение (29-28, 28-29, 29-28)            | 3     | 5:00  | Марк Годдард    |
| Бой 5  | Лёгкий вес           |                             | Александр Эрнандес |               | поб.          |               | Остин Хаббард     |               | Раздельное решение (27-30, 29-28, 29-28)            | 3     | 5:00  | Тайлер Томлисон |
| Бой 4  | Средний вес          |                             | Сесар Алмейда      |               | поб.          |               | Игорь Потеря      |               | Единогласное решение (30-27, 30-27, 30-27)          | 3     | 5:00  | Дейв Селджестад |
|        |                      | Ранний предварительный кард |                    |               |               |               |                   |               |                                                     |       |       |                 |
| Бой 3  | Полутяжёлый вес      |                             | Райан Спэнн        |               | поб.          |               | Овинс Сен-Прё     |               | Сдача, удушающий приём (гильотина)                  | 1     | 1:35  | Майк Белтран    |
| Бой 2  | Жен. минимальный вес |                             | Тиша Пеннингтон    |               | поб.          |               | Карла Эспарса     |               | Единогласное решение (29-28, 29-28, 30-27)          | 3     | 5:00  | Тайлер Томлисон |
| Бой 1  | Полусредний вес      |                             | Курт Макги         |               | поб.          |               | Тим Минс          |               | Сдача, удушающий приём (удушение сзади)             | 1     | 3:19  | Джейсон Херцог  |

Официальные судейские карточки турнира.

## Награды
Следующие бойцы были удостоены денежного бонуса в размере $50,000:
- Лучший бой вечера: Алекс Перейра - Халил Раунтри
- Выступление вечера: Хоакин Бакли и Райан Спэнн